# Ronan Vibert
Ronan Vibert (Cambridgeshire, Reino Unido, 23 de febrero de 1964 - Florida, Estados Unidos, 22 de diciembre de 2022) fue un actor británico, más conocido sus diversas participaciones en la televisión de su país.

## Biografía
Era hijo de David Vibert y Dilys Jackson; era hermano de Cevn Vibert, que trabaja como ingeniero en sistemas de computación. 
Ronan estudió en la prestigiosa Royal Academy of Dramatic Art (RADA) de 1983 a 1986.

## Carrera
Ronan apareció en series y miniseries como Birds of a Feather, Taggart, Lead Balloon, Tales from the Crypt, 99-1, Witchcraft, Stanley and the Women, Jeeves and Wooster, Screen Two, Between the Lines, Lovejoy, Chandler & Co, Cadfael, Gimme Gimme Gimme y The Mrs. Bradley Mysteries.
También apareció en películas y cortos como Empire State, On the Black Hill, The Cloning of Joanna May, Shearing, Peter in Paradise, Queen of Hearts, Princess and the Pea, Peter in Paradise y Gladiatress, entre otras.
En el 2003 apareció en la película Lara Croft Tomb Raider: The Cradle of Life, donde interpretó al agente del MI6 Calloway. Ese mismo año apareció en la película Frankenstein: Birth of a Monster, donde interpretó a Victor Frankenstein.
En 2011 apareció como personaje recurrente en la primera temporada de la serie The Borgias, donde interpretó a Giovanni Sforza, el cruel exesposo de Lucretia Borgia, hija de Vannozza dei Cattanei y del papa Alejandro VI. En 2012 se unió al elenco de la miniserie Hatfields & McCoys, donde dio vida al abogado Perry Cline, el primo de Randolph "Randall" McCoy (Bill Paxton), el líder de los McCoys.
En 2014 apareció en la película Dracula Untold, donde daría vida a Simion "The Wise". En 2015 apareció en la película 1066, donde ido vida a Sweyn, el hermano de Harold II.

## Filmografía seleccionada

### Serie de televisión
| Año         | Título                        | Personaje              | Notas                               |
| ----------- | ----------------------------- | ---------------------- | ----------------------------------- |
| 2015        | The Coroner                   | Gavin Drake            | Episodio: "That's the Way to Do It" |
| 2015        | Jonathan Strange & Mr Norrell | Lord Wellington        | 4 episodios                         |
| 2015        | Penny Dreadful                | Sir Geoffrey Hawkes    | 2 episodios                         |
| 2015        | The Lizzie Borden Chronicles  | Doctor Vose            | Episodio: "The Sister's Grimke"     |
| 2013        | New Tricks                    | Ray Barlow             | Episodio: "Roots"                   |
| 2013        | NCIS: Los Ángeles             | Visser                 | Episodio: "Raven & the Swans"       |
| 2012        | Hatfields & McCoys            | Perry Cline            | 3 episodios                         |
| 2011        | The Jury                      | Jonathan Bamford       | 4 episodios                         |
| 2011        | The Borgias                   | Giovanni Sforza        | 7 episodios                         |
| 2010        | Agatha Christie's Poirot      | Capitán Dacres         | Episodio: "Three Act Tragedy"       |
| 2009        | The Bill                      | Curtis Jensen          | 2 episodios                         |
| 2009        | Lewis                         | Simon Monkford         | Episodio: "The Quality of Mercy"    |
| 2008        | The Sarah Jane Adventures     | Prof. Nicholas Skinner | 2 episodios                         |
| 2008        | Hotel Babylon                 | Michael Harkness       | episodio # 3.7                      |
| 2007        | Rome                          | Lepidus                | 4 episodios                         |
| 2007        | Taggart                       | James Forsyth          | Episodio: "Users and Losers"        |
| 2006        | Midsomer Murders              | Giles Armitage         | Episodio: "Death in Chorus"         |
| 2005        | Hex                           | Mephistopheles         | 3 episodios                         |
| 2005        | Waking the Dead               | Dr. Jonathon Lynch     | 2 episodios                         |
| 2003        | Keen Eddie                    | Craig "Cartier" Booth  | episodio "The Amazing Larry Dunn"   |
| 1999 - 2000 | The Scarlet Pimpernel         | Robespierre            | 6 episodios                         |
| 1998, 2000  | The Canterbury Tales          | Squire \| 2 episodios  |                                     |
| 1999        | Highlander: The Raven         | Sir Trevor Benton      | Episodio: "The Frame"               |
| 1998        | Big Women                     | Bull                   | 4 episodios - miniserie             |
| 1995        | The Buccaneers                | Lord Richard Marabel   | 5 episodios - miniserie             |
| 1991        | Van der Valk                  | Martin Lepweg          | Episodio: "Dangerous Games"         |
| 1990        | The Paradise Club             | Ricky Wooley           | Episodio: "Rock and Roll Roulette"  |
| 1989        | Traffik                       | Lee                    | 3 episodios - miniserie             |

### Películas
| Año  | Título                                     | Personaje           | Notas                                                                                        |
| ---- | ------------------------------------------ | ------------------- | -------------------------------------------------------------------------------------------- |
| 2017 | The Snowman                                | Det. Gunnar Hagen   | junto a Michael Fassbender, Rebecca Ferguson, J.K. Simmons, James D'Arcy y Toby Jones        |
| 2017 | 1066                                       | Sweyn               | junto a Martin Delaney, G. Alderson, Mark Lester, Lee Arenberg, Olivia Hussey e Ian Whyte    |
| 2017 | The Snowman                                | DCI Gunnar Hagen    | junto a Michael Fassbender, Rebecca Ferguson, J.K. Simmons, Toby Jones y James D'Arcy        |
| 2016 | 6 Days                                     | Portavoz del MI6    | junto a Abbie Cornish, Mark Strong, Jamie Bell, Tim Pigott-Smith, Jared Turner y Martin Shaw |
| 2014 | Dracula Untold                             | Simion              | junto a Luke Evans, Dominic Cooper, Samantha Barks, Sarah Gadon, Charlie Cox y Zach McGowan  |
| 2013 | Saving Mr. Banks                           | Diarmuid Russell    | junto a Tom Hanks, Paul Giamatti, Jason Schwartzman, Bradley Whitford y Colin Farrell.       |
| 2011 | The Man who Crossed Hitler                 | Walther Stennes     | junto a Ed Stoppard, Ian Hart, Bill Paterson y Sarah Smart                                   |
| 2011 | W.E.                                       | Bronson Van Wick    | junto a Natalie Dormer, Oscar Isaac, Annabelle Wallis y Abbie Cornish                        |
| 2010 | The Last Seven                             | Isaac Grainger      | junto a Tamer Hassan, Simon Phillips, Sebastian Street y John Mawson                         |
| 2010 | Shanghai                                   | Mikey               | junto a John Cusack, Chow Yun-Fat y Jeffrey Dean Morgan                                      |
| 2006 | Tristan + Isolde                           | Bodkin              | junto a James Franco, Sophia Myles y Henry Cavill                                            |
| 2005 | Beowulf & Grendel                          | Thorkel             | junto a Gerard Butler y Stellan Skarsgård                                                    |
| 2004 | London                                     | Joseph Conrad       | junto a Derek Jacobi, Jim Carter y Natalie Cassidy                                           |
| 2003 | Frankenstein: Birth of a Monster           | Victor Frankenstein | junto a Lucy Davenport, Harriet Walter y David Schofield                                     |
| 2003 | Lara Croft Tomb Raider: La Cuna de la Vida | Agente Calloway     | junto a Angelina Jolie y Gerard Butler                                                       |
| 2002 | The Pianist                                | Esposo de Janina    | junto a Ruth Platt, Adrien Brody y Emilia Fox                                                |
| 2002 | Killing Me Softly                          | Jefe de Alice       | junto a Heather Graham y Joseph Fiennes                                                      |
| 2001 | The Cat's Meow                             | Joseph Willicombe   | junto a Kirsten Dunst, Edward Herrmann y Jennifer Tilly                                      |
| 2000 | Shadow of the Vampire                      | Wolfgang Müller     | junto a John Malkovich, Willem Dafoe y Catherine McCormack                                   |
| 1998 | Tale of the Mummy                          | Joven               | junto a Jason Lee Scott, Jack Davenport y Gerard Butler                                      |
| 1993 | Resnick: Rough Treatment                   | Alan Stafford       | junto a Jim Carter y Paul Bazely                                                             |
| 1999 | Rowing with the wind                       | Fletcher            | junto a Hugh Grant, José Luis Gómez y Elizabeth Hurley                                       |

### Videojuegos
| Año  | Título                          | Notas                                           |
| ---- | ------------------------------- | ----------------------------------------------- |
| 2013 | Assassin's Creed IV: Black Flag | prestó su voz para el personaje de multijugador |
| 2009 | Venetica                        | prestó su voz para el personaje                 |

### Teatro
| Año  | Obra          | Personaje | Director (es)               | Teatro                    | Notas                                                                      |
| ---- | ------------- | --------- | --------------------------- | ------------------------- | -------------------------------------------------------------------------- |
| 1996 | War and Peace | Andrei    | Nancy Meckler y Polly Teale | Shared Experience Theater | junto a Anne-Marie Duff, Helen Schlesinger, Richard Hope y Peter de Jersey |